# Hojo Koresada
Hojo Koresada (Japans: 北条維貞) (1285 - 22 september 1327) van de Hojo-clan was de dertiende rensho (assistent van de shikken) van 1326 tot zijn dood in 1327. Hij was verder de elfde Minamikata rokuhara tandai (assistent hoofd binnenlandse veiligheid te Kioto) van 1315 tot 1324. 